# Popillia bitacta
Popillia bitacta är en skalbaggsart som beskrevs av Ernst Gustav Kraatz 1892. Popillia bitacta ingår i släktet Popillia och familjen Rutelidae. Inga underarter finns listade i Catalogue of Life.